# Klaas van Nek
Klaas van Nek, (Amsterdam, 1 de març de 1889 - Utrecht, 1 de gener de 1986) fou un ciclista neerlandès. Va competir professionalment entre 1919 i 1930. Es va proclamar dos cops Campió dels Països Baixos en ruta.

## Palmarès en ruta
- 1916
  -  Campió dels Països Baixos en ruta
  -  Campió dels Països Baixos en ruta amateur
- 1926
  -  Campió dels Països Baixos en ruta

## Palmarès en pista
- 1924
  -  Campió dels Països Baixos de velocitat
- 1926
  - 1r als Sis dies de Brussel·les (amb Piet van Kempen)